# Macau Esporte Clube
Il Macau Esporte Clube, noto anche semplicemente come Macau, è una società calcistica brasiliana con sede nella città di Macau, nello Stato del Rio Grande do Norte.

## Storia
Il club è stato fondato l'8 giugno 1978. Il Macau ha vinto il Campeonato Potiguar Segunda Divisão nel 2005.

## Palmarès

### Competizioni statali
- Campeonato Potiguar Segunda Divisão: 1

2005